# ژانگ هونگ (بازیکن هندبال)
ژانگ هونگ (انگلیسی: Zhang Hong؛ زادهٔ ۱ ژانویهٔ ۱۹۶۶) بازیکن زن هندبال اهل چین بود. وی در بازی‌های المپیک تابستانی ۱۹۸۸ شرکت کرده‌است.